# Senjinkun
Las Instrucciones para el Campo de Batalla (Kyūjitai: 戰陣訓; Shinjitai: 戦陣訓 Senjinkun, pronunciación japonesa: [se̞nʑiŋkũ͍ɴ]) era un código militar de bolsillo entregado a los soldados del Ejército Imperial Japonés el 8 de enero de 1941 de parte del Ministro de Guerra Hideki Tojo. Ya era usado para cuando estalló la Guerra del Pacífico.
El Senjinkun fue considerado como un complemento del Rescripto Imperial a Soldados y Marineros, que ya era una lectura obligatoria para el Ejército Imperial Japonés. Enumera una serie de exhortaciones con respecto a las regulaciones militares, la preparación para el combate, la moral, la piedad filial, la veneración de los kami sintoístas y el kokutai japonés. El código prohibía específicamente la retirada o la rendición. La cita "Nunca vivir para experimentar la vergüenza de ser prisionero" fue citada repetidamente como la causa de numerosos suicidios cometidos por soldados y civiles.
Los soldados japoneses recibieron instrucciones de "mostrar misericordia a los que se rinden", en respuesta a una conducta indebida previa en el campo de batalla.
Hacia el final de la guerra, también se distribuyeron copias del Senjinkun a la población civil japonesa como parte de la preparación para la Operación Downfall, la invasión esperada del archipiélago japonés por parte de las fuerzas aliadas.

## Extracto de la introducción delSenjinkun
El campo de batalla es donde el Ejército Imperial, actuando bajo el Mando Imperial, muestra su verdadero carácter, conquistando cada vez que ataca, ganando cada vez que se involucra en un combate, con el fin de expandir el Camino Imperial para que el enemigo pueda mirar con asombro. las majestuosas virtudes de Su Majestad.
El Rescripto Imperial a las fuerzas armadas es explícito, mientras que los reglamentos y manuales definen claramente la conducta en el combate y los métodos de entrenamiento. Sin embargo, las condiciones en la zona de combate tienden a hacer que los soldados se vean influidos por los acontecimientos inmediatos y se olviden de sus deberes. De hecho, deben ser cautelosos allí, no sea que vayan en contra de sus deberes como soldados. El propósito del presente Código radica en proporcionar reglas de conducta concretas, a la luz de la experiencia pasada, de modo que aquellos en zonas de combate puedan acatar por completo el Rescripto Imperial y mejorar las virtudes morales del Ejército Imperial.

## Capítulos restantes
- El imperio
- Disciplina
- Unidad
- Cooperación
- Agresividad
- La convicción de ganar
- Piedad
- La piedad filial
- Saludos y modales
- El comportamiento de los camaradas de armas
- Iniciativa en conducta ejemplar.
- Responsabilidad
- Opiniones sobre la vida y la muerte
- Honor
- Sencillez y fortaleza
- Integridad
- Consejo en materia de servicio en campaña
- Logros de los soldados en campaña
- Conclusión

## Trabajos relacionados
El 8 de abril de 1945, el ministro de Guerra Korechika Anami emitió un código militar similar titulado Preceptos sobre la Batalla Decisiva. El precepto estipuló que los oficiales y hombres del Ejército Imperial Japonés debían:
1. Obedecer el Rescripto Imperial a Soldados y Marineros y proceder a cumplir con la Voluntad Imperial.
2. Defender el suelo imperial hasta el final.
3. Esperar el futuro, después de efectuados los preparativos.
4. Poseer un profundo espíritu dispuesto a un ataque suicida.
5. Ser un ejemplo para 100.000.000 de compatriotas.